# Tom Hiddleston
Thomas William Hiddleston (sinh ngày 9 tháng 2 năm 1981) là một diễn viên người Anh. Anh nổi tiếng quốc tế với vai diễn Loki trong Vũ trụ Điện ảnh Marvel (MCU), bắt đầu với Thor (2011) và gần nhất là trong loạt phim truyền hình Disney+ Loki (2021–nay).
Anh bắt đầu sự nghiệp điện ảnh của mình trong các bộ phim Joanna Hogg Un Related (2007) và Archipelago (2010). Năm 2011, Hiddleston đóng vai F. Scott Fitzgerald trong bộ phim hài lãng mạn Midnight in Paris của Woody Allen và xuất hiện trong War Horse của Steven Spielberg. Năm đó, anh đã giành được giải thưởng Empire cho Nam diễn viên mới xuất sắc nhất và được đề cử cho Giải thưởng Ngôi sao đang lên của BAFTA . Anh tiếp tục làm việc với các auteurs trong các bộ phim độc lập bao gồm The Deep Blue Sea (2012) của Terence Davies, bộ phim lãng mạn về ma cà rồng của Jim Jarmusch Only Lovers Left Alive (2013) và Crimson Peak (2015)của Guillermo del Toro. Anh cũng đóng vai chính trong bộ phim hành động High Rise của Ben Wheatley, và đóng vai ca sĩ nhạc đồng quê rắc rối Hank Williams trong bộ phim tiểu sử I Saw The Light. Bộ phim Kong: Skull Island (2017) đánh dấu vai chính đầu tiên có kinh phí lớn bên ngoài MCU.
Hiddleston xuất hiện lần đầu trên sân khấu trong Journey's End vào năm 1999. Anh tiếp tục diễn xuất trong nhà hát, bao gồm cả các tác phẩm West End của Cymbeline (2007) và Ivanov (2008). Anh đã giành được giải thưởng Olivier cho Người mới xuất sắc nhất trong vở kịch cho vai diễn trong Cymbeline và cũng được đề cử giải thưởng tương tự cho vai diễn Cassio trong Othello (2008). Hiddleston đóng vai chính trong bộ phim Coriolanus (2013–14), giành được Giải thưởng Nhà hát Tiêu chuẩn Buổi tối cho Nam diễn viên chính xuất sắc nhất và nhận được đề cử Giải Olivier cho Nam diễn viên chính xuất sắc nhất . Anh ấy đã làm cho của mìnhLần đầu ra mắt tại Broadway trong sự hồi sinh năm 2019 của bộ phim truyền hình kinh điển Betrayal của Harold Pinter, bộ phim mà anh đã được đề cử cho Giải Tony cho Nam diễn viên chính xuất sắc nhất trong một vở kịch .
Hiddleston cũng được biết đến với những màn trình diễn trên truyền hình, bao gồm cả vai diễn trong loạt phim The Hollow Crown s Henry IV và Henry V của đài BBC năm 2012. Hiddleston đóng vai chính và điều hành sản xuất loạt phim giới hạn The Night Manager (2016) của đài AMC / BBC, bộ phim mà anh đã nhận được hai đề cử giải Primetime Emmy, và giành giải Quả cầu vàng đầu tiên cho Nam diễn viên chính xuất sắc nhất - Phim truyền hình hoặc Miniseries.

## Đầu đời và giáo dục
Thomas William Hiddleston sinh ngày 9 tháng 2 năm 1981 tại quận Westminster của London, với mẹ là Diana Patricia (nhũ danh Servaes) Hiddleston, một nhà quản lý nghệ thuật và cựu giám đốc sân khấu, và Tiến sĩ James Norman Hiddleston, một nhà hóa học vật lý và cựu giám đốc điều hành. của một công ty công nghệ sinh học có liên hệ với Đại học Oxford. Cha anh đến từ Greenock, Scotland và mẹ anh đến từ Suffolk. Em gái của anh, Emma, cũng là một diễn viên, trong khi chị gái của anh, Sarah, là một nhà báo ở Ấn Độ. Thông qua mẹ, anh là chắt của Phó đô đốc Reginald Servaes và là chắt của nhà sản xuất thực phẩm Sir Edmund Vestey. Ông nội của anh, Alexander, phục vụ trong Pháo binh Hoàng gia và làm thợ sửa xe trong xưởng đóng tàu. Anh ấy có cùng tên với người chú vĩ đại của mình, Tom Hiddleston, một thợ sửa chữa nhà máy đóng tàu từ Greenock và là thành viên của Sư đoàn 51 (Highland) của Pháo binh Hoàng gia, người đã chết sau Trận chiến Somme và tên được khắc trong đài tưởng niệm chiến tranh Broomhill.
Hiddleston được lớn lên ở Wimbledon trong những năm đầu của mình, và sau đó chuyển đến một ngôi làng gần Oxford. Anh bắt đầu nội trú tại Trường Windlesham House năm bảy tuổi, chuyển đến Trường Rồng ở Oxford một năm sau đó. Cha mẹ anh ly hôn khi anh mười hai tuổi. Nói về vụ ly hôn của cha mẹ, anh nói, "Tôi thích nghĩ rằng điều đó khiến tôi cảm thương hơn khi hiểu được sự yếu đuối của con người."
Năm mười ba tuổi, Hiddleston bắt đầu học tại Đại học Eton, một lần nữa với tư cách là học sinh nội trú. Anh tiếp tục vào Đại học Pembroke tại Đại học Cambridge, nơi anh giành được cú đúp hạng nhất về môn Kinh điển. Trong năm thứ hai của mình tại Cambridge, anh đã được nhìn thấy trong quá trình sản xuất A Streetcar Named Desire của đặc vụ tài năng Lorraine Hamilton của Hamilton Hodell. Anh tiếp tục theo học diễn xuất tại Học viện Kịch nghệ Hoàng gia, sau đó anh tốt nghiệp vào năm 2005.

## Danh sách phim

### Điện ảnh

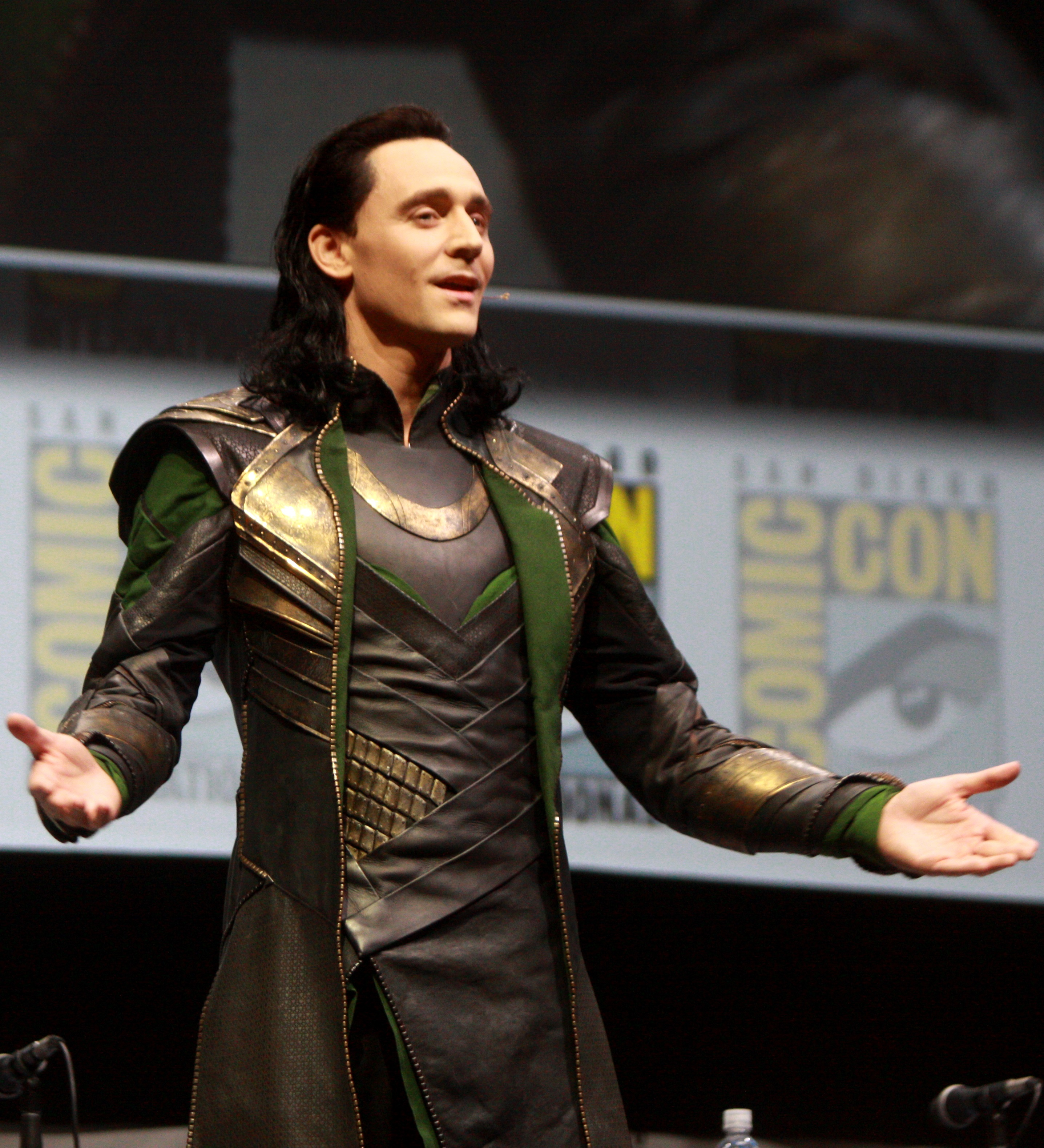
Hiddleston hóa trang nhân vật của anh, Loki tại San Diego Comic-Con 2013.

| Năm  | Phim                                           | Vai diễn             | Ghi chú     | Nguồn         |
| ---- | ---------------------------------------------- | -------------------- | ----------- | ------------- |
| 2006 | Unrelated                                      | Oakley               |             | [ 17 ]        |
| 2010 | Archipelago                                    | Edward               |             | [ 18 ]        |
| 2011 | Midnight in Paris                              | F. Scott Fitzgerald  |             | [ 19 ]        |
| 2011 | War Horse                                      | Captain Nicholls     |             |               |
| 2011 | Friend Request Pending                         | Tom                  | Short film  |               |
| 2011 | Thor                                           | Loki                 |             |               |
| 2012 | The Avengers                                   | Loki                 |             |               |
| 2012 | The Deep Blue Sea                              | Freddie Page         |             |               |
| 2012 | Out of Time                                    | Man                  | Short film  | [ 20 ] [ 21 ] |
| 2012 | Out of Darkness                                | Male                 | Short film  | [ 22 ]        |
| 2013 | Only Lovers Left Alive                         | Adam                 |             |               |
| 2013 | Exhibition                                     | Jamie Macmillan      |             |               |
| 2013 | Thor: The Dark World                           | Loki                 |             |               |
| 2014 | Muppets Most Wanted                            | Great Escapo         | Cameo       |               |
| 2014 | The Pirate Fairy                               | James Hook (voice)   |             | [ 23 ]        |
| 2015 | Unity                                          | Narrator             | Documentary |               |
| 2015 | Crimson Peak                                   | Sir Thomas Sharpe    |             |               |
| 2015 | High-Rise                                      | Dr. Robert Laing     |             |               |
| 2015 | I Saw the Light                                | Hank Williams        |             |               |
| 2015 | Muse of Fire                                   | Himself              | Documentary | [ 24 ] [ 25 ] |
| 2015 | WillShake Henry V                              | Narrator             | Short film  | [ 26 ]        |
| 2017 | Kong: Skull Island                             | Captain James Conrad |             |               |
| 2017 | Thor: Ragnarok                                 | Loki                 |             |               |
| 2018 | Early Man                                      | Lord Nooth (voice)   |             |               |
| 2018 | Leading Lady Parts                             | Himself              | Short film  | [ 27 ]        |
| 2018 | Avengers: Infinity War                         | Loki                 |             |               |
| 2019 | Avengers: Endgame                              | Loki                 |             |               |
| 2021 | The Simpsons: The Good, the Bart, and the Loki | Loki (voice)         | Short film  | [ 28 ]        |

### Truyền hình
| Year      | Title                                        | Role                            | Notes                                     | Refs.  |
| --------- | -------------------------------------------- | ------------------------------- | ----------------------------------------- | ------ |
| 2001      | The Life and Adventures of Nicholas Nickleby | Lord                            | Television film                           |        |
| 2001      | Conspiracy                                   | Phone Operator                  | Television film                           |        |
| 2001      | Armadillo                                    | Toby Sherrifmuir                | Television film                           |        |
| 2002      | The Gathering Storm                          | Randolph Churchill              | Television film                           |        |
| 2005      | A Waste of Shame                             | John Hall                       | Television film                           |        |
| 2006      | Victoria Cross Heroes                        | Capt. 'Jack' Randle             | Episode: "The Modern Age"                 | [ 29 ] |
| 2006      | Suburban Shootout                            | Bill Hazeldine                  | 10 episodes                               | [ 30 ] |
| 2006      | Galápagos                                    | Charles Darwin (voice)          | Episode: "Islands that Changed the World" |        |
| 2007      | Casualty                                     | Chris Vaughn                    | Episode: "The Killing Floor"              |        |
| 2008–2010 | Wallander                                    | Magnus Martinsson               | 6 episodes                                | [ 31 ] |
| 2008      | Miss Austen Regrets                          | Mr. John Plumptre               | Television film                           |        |
| 2009      | Return to Cranford                           | William Buxton                  | 2 episodes                                | [ 32 ] |
| 2009      | Darwin's Secret Notebooks                    | Charles Darwin (voice)          | Documentary                               | [ 33 ] |
| 2012      | Robot Chicken                                | Lorax narrator (voice)          | Episode: "Butchered in Burbank"           | [ 34 ] |
| 2012      | Henry IV Part I and Part II                  | Prince Hal                      | Television film                           |        |
| 2012      | Henry V                                      | Henry V                         | Television film                           |        |
| 2013      | Family Guy                                   | Statue Griffin (voice)          | Episode: "No Country Club for Old Men"    | [ 34 ] |
| 2014      | Top Gear                                     | Special Guest                   | Series 21, Episode 2                      | [ 35 ] |
| 2016      | The Night Manager                            | Jonathan Pine                   | 6 episodes; also executive producer       |        |
| 2016      | Trollhunters                                 | Kanjigar the Courageous (voice) | Episode: "Becoming: Part 1"               | [ 36 ] |
| 2019      | Celebrating Marvel's Stan Lee                | Self/Presenter                  | TV special documentary                    | [ 37 ] |
| 2020–2021 | Earth At Night In Color                      | Narrator (voice)                | 12 episodes                               | [ 38 ] |
| 2021–nay  | Loki                                         | Loki                            | 6 episodes; also executive producer       | [ 39 ] |
| 2021      | CBeebies Bedtime Story                       | Storyteller                     | Episode: "Supertato"                      | [ 40 ] |
| 2021      | Marvel Studios: Assembled                    | Self/Narrator                   | Episode: "Assembled: The Making Of Loki"  | [ 41 ] |
| 2021      | What If...?                                  | Loki (voice)                    | 3 episodes                                | [ 42 ] |
| 2022      | The Essex Serpent                            | Will Ransome                    | Lead role                                 | [ 43 ] |

| Denotes films that have not yet been released | Biểu thị series chưa phát hành |

### Sân khấu
| Năm  | Tiêu đề                                  | Vai diễn                    | Địa điểm                                                                         | Nguồn                |
| ---- | ---------------------------------------- | --------------------------- | -------------------------------------------------------------------------------- | -------------------- |
| 1999 | Journey's End                            | Captain Stanhope            | Edinburgh Festival Fringe                                                        | [ 44 ]               |
| 2005 | Yorgjin Oxo: The Man                     | Yorgjin Oxo                 | Theatre503                                                                       | [ 45 ]               |
| 2006 | The Changeling                           | Alsemero                    | Cheek by Jowl / Barbican Centre                                                  | [ 46 ]               |
| 2007 | Cymbeline                                | Posthumus Leonatus & Cloten | Cheek by Jowl / Barbican Centre                                                  | [ 47 ]               |
| 2008 | Othello                                  | Cassio                      | Donmar Warehouse                                                                 |                      |
| 2008 | Ivanov                                   | Lvov                        | Donmar Warehouse                                                                 |                      |
| 2010 | The Children's Monologues                | Prudence                    | Old Vic Theatre                                                                  |                      |
| 2012 | The Kingdom of Earth                     | Lot                         | Criterion Theatre                                                                | [ 48 ]               |
| 2013 | Coriolanus                               | Coriolanus                  | Donmar Warehouse / National Theatre Live                                         | [ 49 ]               |
| 2015 | Letters Live                             | Reader                      | Freemasons' Hall                                                                 | [ 50 ]               |
| 2017 | Hamlet                                   | Hamlet                      | Royal Academy of Dramatic Art                                                    | [ 51 ]               |
| 2018 | Intellegence Squared: Dickens vs Tolstoy | Reader                      | Emmanuel Centre                                                                  | [ 52 ]               |
| 2018 | Dead Poets Live: The Broken Word         | Performer                   | Coronet Theatre                                                                  | [ 53 ]               |
| 2019 | Betrayal                                 | Robert                      | Harold Pinter Theatre / Bernard B. Jacobs Theatre                                | [ 54 ] [ 55 ]        |
| 2021 | The Play What I Wrote                    | Mystery Guest Star          | Birmingham Repertory Theatre / Theatre Royal, Bath / Chichester Festival Theatre | [ 56 ] [ 57 ] [ 58 ] |

### Radio
| Năm  | Tiêu đề                           | Vai              | Ghi chú           | Nguồn  |
| ---- | --------------------------------- | ---------------- | ----------------- | ------ |
| 2002 | The Trial of the Angry Brigade    | John Barker      | BBC Radio 4       |        |
| 2006 | Dracula                           | Jonathan Harker  | BBC World Service | [ 59 ] |
| 2006 | Another Country                   | Tommy Judd       | BBC Radio 4       | [ 60 ] |
| 2007 | Caesar III: An Empire Without End | Romulus          | BBC Radio 4       | [ 59 ] |
| 2008 | Othello                           | Cassio           | BBC Radio 3       | [ 59 ] |
| 2008 | The Leopard                       | Tancredi         | BBC Radio 3       | [ 61 ] |
| 2008 | Cyrano de Bergerac                | Christian        | BBC Radio 3       | [ 62 ] |
| 2009 | Carnival                          | Lords of Misrule | BBC Radio 3       | [ 63 ] |
| 2015 | Words and Music: Memory           | Reader           | BBC Radio 3       | [ 64 ] |
| 2019 | Enchanting Poems Alive            | Reader           | Ximalaya FM       | [ 65 ] |

### Trò chơi điện tử
| Năm  | Tiêu đề              | Vai lồng tiếng | Ghi chú | Nguồn |
| ---- | -------------------- | -------------- | ------- | ----- |
| 2011 | Thor: God of Thunder | Loki           |         |       |

## Giải thưởng và đề cử
| Năm  | Giải thưởng                                                                                     | Tác phẩm                            | Kết quả   |  |
| ---- | ----------------------------------------------------------------------------------------------- | ----------------------------------- | --------- |  |
| 2008 | Ian Charleson Award Third Prize                                                                 | Othello                             | Đoạt giải |  |
| 2008 | Laurence Olivier Award for Best Newcomer in a Play                                              | Cymbeline                           | Đoạt giải |  |
| 2011 | Phoenix Film Critics Society Award for Best Cast                                                | Midnight in Paris                   | Đề cử     |  |
| 2012 | Empire Award for Best Male Newcomer                                                             | Thor                                | Đoạt giải |  |
| 2012 | Evening Standard British Film Award for Best Actor                                              | Archipelago                         | Đề cử     |  |
| 2012 | BAFTA Orange Wednesdays Rising Star Award                                                       | Thor                                | Đề cử     |  |
| 2012 | Saturn Award for Best Supporting Actor                                                          | Thor                                | Đề cử     |  |
| 2012 | Teen Choice Award for Best Villain                                                              | The Avengers                        | Đề cử     |  |
| 2012 | Glamour Award for Man of the Year                                                               | N/A                                 | Đoạt giải |  |
| 2013 | Kids' Choice Award for Favorite Villain                                                         | The Avengers                        | Đề cử     |  |
| 2013 | MTV Movie Award for Best Fight                                                                  | The Avengers (shared with the cast) | Đoạt giải |  |
| 2013 | MTV Movie Award for Best Villain                                                                | The Avengers                        | Đoạt giải |  |
| 2014 | Empire Award for Best Supporting Actor                                                          | Thor: The Dark World                | Đề cử     |  |
| 2014 | Laurence Olivier Award for Best Actor                                                           | Coriolanus                          | Đề cử     |  |
| 2014 | Saturn Award for Best Supporting Actor                                                          | Thor: The Dark World                | Đề cử     |  |
| 2014 | Evening Standard Theatre Award for Best Actor                                                   | Coriolanus                          | Đoạt giải |  |
| 2015 | Chlotrudis Award for Best Supporting Actor                                                      | Unrelated                           | Đề cử     |  |
| 2015 | British Independent Film Award for Best Actor                                                   | High-Rise                           | Đề cử     |  |
| 2015 | Evening Standard British Film Award for Best Actor                                              | High-Rise; Crimson Peak             | Đề cử     |  |
| 2016 | TV Choice Award for Best Actor                                                                  | The Night Manager                   | Đoạt giải |  |
| 2016 | Emmy Award for Outstanding Lead Actor Limited Series/Movie                                      | The Night Manager                   | Đề cử     |  |
| 2016 | Emmy Award for Outstanding Limited Series                                                       | The Night Manager                   | Đề cử     |  |
| 2016 | Critics' Choice Award for Best Actor in a Movie/Miniseries                                      | The Night Manager                   | Đề cử     |  |
| 2016 | Satellite Award for Best Actor - Miniseries or Television Film                                  | The Night Manager                   | Đề cử     |  |
| 2016 | TV Times Award for Favourite Actor                                                              | The Night Manager                   | Đề cử     |  |
| 2017 | Golden Globe Award for Best Actor - Miniseries or Television Film                               | The Night Manager                   | Đoạt giải |  |
| 2017 | National Television Award for Favourite Drama Performance                                       | The Night Manager                   | Đề cử     |  |
| 2017 | Producers Guild of America David L. Wolper Award - Outstanding Producer of Long-Form Television | The Night Manager                   | Đề cử     |  |
| 2017 | Empire Hero Award                                                                               |                                     | Đoạt giải |  |